# 2022년 동계 올림픽 컬링 믹스더블
2022년 동계 올림픽 컬링 믹스더블 종목은 2022년 2월 2일부터 2월 8일까지 베이징시 베이징 국가수영센터에서 진행될 예정이다.

## 경기장
2022년 동계 올림픽 컬링 믹스더블 경기는 개최 도시인 베이징시에 있는 베이징 국가수영센터에서 경기가 열릴 예정이다. 베이징 국가수영센터는 동계 올림픽 개최를 위해 수영장이 위치해 있던 곳에 컬링장을 구성하였다.
| 도시     | 경기장              | 비고    |
| -------- | ------------------- | ------- |
| 베이징시 | 베이징 국가수영센터 | 전 경기 |

## 경기 일정
경기 시간은 중국 표준시 (UTC+8) 기준이다.
| 날짜           | 요일   | 시간  | 구분                   | 비고                 |
| -------------- | ------ | ----- | ---------------------- | -------------------- |
| 2022년 2월 2일 | 수요일 | 20:05 | 믹스더블 예선 세션 1   | 예선전               |
| 2022년 2월 3일 | 목요일 | 9:05  | 믹스더블 예선 세션 2   | 예선전               |
| 2022년 2월 3일 | 목요일 | 20:05 | 믹스더블 예선 세션 3   | 예선전               |
| 2022년 2월 3일 | 목요일 | 14:05 | 믹스더블 예선 세션 4   | 예선전               |
| 2022년 2월 4일 | 금요일 | 8:35  | 믹스더블 예선 세션 5   | 예선전               |
| 2022년 2월 4일 | 금요일 | 13:35 | 믹스더블 예선 세션 6   | 예선전               |
| 2022년 2월 5일 | 토요일 | 9:05  | 믹스더블 예선 세션 7   | 예선전               |
| 2022년 2월 5일 | 토요일 | 20:05 | 믹스더블 예선 세션 8   | 예선전               |
| 2022년 2월 5일 | 토요일 | 14:05 | 믹스더블 예선 세션 9   | 예선전               |
| 2022년 2월 6일 | 일요일 | 9:05  | 믹스더블 예선 세션 10  | 예선전               |
| 2022년 2월 6일 | 일요일 | 20:05 | 믹스더블 예선 세션 11  | 예선전               |
| 2022년 2월 6일 | 일요일 | 14:05 | 믹스더블 예선 세션 12  | 예선전               |
| 2022년 2월 7일 | 월요일 | 9:05  | 믹스더블 예선 세션 13  | 예선전               |
| 2022년 2월 7일 | 월요일 | 14:05 | 믹스더블 준결승        | 준결승전             |
| 2022년 2월 8일 | 화요일 | 14:05 | 믹스더블 동메달 결정전 | 결승전/동메달 결정전 |
| 2022년 2월 8일 | 화요일 | 20:05 | 믹스더블 결승          | 결승전/동메달 결정전 |

## 참가국
- 오스트레일리아
- 캐나다
- 중화인민공화국
- 체코
- 영국
- 이탈리아
- 노르웨이
- 스웨덴
- 스위스
- 미국

| 성별   | 오스트레일리아        | 캐나다            | 중화인민공화국  | 체코            | 영국            |
| ------ | --------------------- | ----------------- | --------------- | --------------- | --------------- |
| 여자   | 탈리 길               | 레이철 호먼       | 판쑤위안        | 주자나 파울로바 | 제니퍼 도즈     |
| 남자   | 딘 휴잇               | 존 모리스         | 링즈            | 토마시 파울     | 브루스 마우엇   |
| 포지션 | 이탈리아              | 노르웨이          | 스웨덴          | 스위스          | 미국            |
| 여자   | 스테파니아 콘스탄티니 | 크리스틴 스카슬린 | 알미다 데 발    | 제니 페레       | 비키 퍼싱어     |
| 남자   | 아모스 모사네르       | 망누스 네드레고텐 | 오스카르 에릭손 | 마르틴 리오스   | 크리스 플라이스 |

## 예선
틀:2022년 동계 올림픽 믹스더블 컬링

### 요약
틀:2022년 동계 올림픽 믹스더블 컬링 결과

### 세션 1
2월 2일 수요일 20시 5분

### 세션 2
2월 3일 목요일 9시 5분

### 세션 3
2월 3일 목요일 14시 5분

### 세션 4
2월 3일 목요일 20시 5분

### 세션 5
2월 4일 금요일 8시 35분

### 세션 6
2월 4일 금요일 13시 35분

### 세션 7
2월 5일 토요일 9시 5분

### 세션 8
2월 5일 토요일 14시 5분

### 세션 9
2월 5일 토요일 20시 5분

### 세션 10
2월 6일 일요일 9시 5분

### 세션 11
2월 6일 일요일 14시 5분

### 세션 12
2월 6일 일요일 20시 5분
2월 7일 월요일 9시 5분

## 플레이오프
|  | 준결승전 | 준결승전 | 준결승전 |  |  | 결승전   | 결승전   | 결승전   |
|  |          |          |          |  |  |          |          |          |
|  | 1        | 이탈리아 | 8        |  |  |          |          |          |
|  | 4        | 스웨덴   | 1        |  |  |          |          |          |
|  |          |          |          |  |  | 1        | 이탈리아 | 8        |
|  |          |          |          |  |  | 2        | 노르웨이 | 5        |
|  | 2        | 노르웨이 | 6        |  |  |          |          |          |
|  | 3        | 영국     | 5        |  |  | 동메달전 | 동메달전 | 동메달전 |
|  |          |          |          |  |  |          |          |          |
|  |          |          |          |  |  | 4        | 스웨덴   | 9        |
|  |          |          |          |  |  | 3        | 영국     | 3        |

### 준결승전
2월 7일 월요일 20시 5분

### 동메달 결정전
2월 8일 화요일 14시 5분

### 결승전
2월 8일 화요일 20시 5분

## 결과
| 종목          | 금                                                       | 은                                                     | 동                                            |
| 컬링 믹스더블 | 이탈리아 (ITA) · 스테파니아 콘스탄티니 · 아모스 모사네르 | 노르웨이 (NOR) · 크리스틴 스카슬린 · 망누스 네드레고텐 | 스웨덴 (SWE) · 알미다 데 발 · 오스카르 에릭손 |

## 같이 보기
- 2022년 동계 올림픽
- 2022년 동계 올림픽 컬링
- 2022년 동계 올림픽 컬링 남자
- 2022년 동계 올림픽 컬링 여자